# Ville Koskimaa
Ville Koskimaa est un footballeur finlandais né le 21 mai 1983 à Vaasa en (Finlande). Ce joueur évolue comme défenseur.

## Palmarès
FC Honka
- Coupe de la Ligue de Finlande
  - Vainqueur (1) : 2010